# Виктория Хэнд
Виктория Хэнд (англ. Victoria Hand) — вымышленный персонаж комиксов, издательства Marvel Comics, агент Щ.И.Т.а и бывший заместитель Нормана Озборна.

## История публикаций
Виктория Хэнд была создана сценаристом Брайаном Майклом Бендисом и художником Майком Деодато. Её первое появление состоялось в The Invincible Iron Man № 8 (декабрь 2008 года) в авторстве Мэтта Фрэкшна и Сальвадора Ларроки, хотя её следующее появление в Dark Avengers № 1 Бендиса и Деодато предшествовало её первому появлению. 
Виктория была вспомогательным персонажем на протяжении 2010—2013 годов в серии New Avengers от выпуска № 1 (август 2010 года) до её смерти в New Avengers № 32 (декабрь 2012 года).

## Вымышленная биография
За три года до вторжения скруллов Виктория работала бухгалтером в антитеррористической организации Щ.И.Т., где познакомилась с женщиной по имени Изабель и между ними завязались романтические отношения. Несмотря на все её уговоры, Виктория отправила письмо главе организации Нику Фьюри  о глобальном терроризме и опасении, что он неправильно делает свою работу. В результате Хэнд была переведена на новую должность в Портланде, штат Орегон. Также это послужило причиной для расставания Виктории и Изабель. 
Во время сюжетной линии Dark Reign Норман Озборн, за особые заслуги перед родиной (убийством королевы скруллов Веранке), был повышен с должности директора Громовержцев и получил пост директора Щ.И.Т.а и реформировал организацию в М.О.Л.О.Т., после чего назначил Викторию Хэнд своим заместителем, ввиду её критики по отношению к предыдущим директорам — Нику Фьюри и Тони Старку. Виктория была поражена амбициями Озборна и поддерживала его идею по созданию новой команды, состоящей как из героев, так и из злодеев, а также полагала, что Норман принесёт мир во всём мире. Несмотря на то, что Норман назначил Лунный Камень вторым командиром, Виктория управляет его Тёмными Мстителями. Также ей было поручено найти аббревиатуру для М.О.Л.О.Т.а.
По личной просьбе Виктории Норман уволил агента Щ.И.Т.а Марию Хилл.
Когда Доктор Дум был атакован в Латверии Морганой ле Фей, Мстители Озборна были отправлены на свою первую миссию, чтобы спасти их нового союзника. Виктория руководит миссией из штаба. Она сообщает Озборну, что Клинт Бартон дал интервью в СМИ, после чего Норман просит Викторию организовать интервью для себя. 
Вместе с Лунным Камнем она была отправлена нейтрализовать Брюса Бэннера, Халка, полагая, что интеллект Бэннера предполагает большую угрозу, чем сила Халка. Она и Лунный Камень обнаруживают обессиленных Бэннера и Скаара. Миссией М.О.Л.О.Т.а было облучить Бэннера гамма-лучами, тем самым восстановив сознание Халка. Задание было успешно выполнено.
Виктория была частью отряда с Геликарриера во время осады Асгарда. Во время вторжения корабль был сильно повреждён и Виктория потребовала от экипажа эвакуироваться. Когда Мрак захватил контроль над разумом Часового, Железный человек приказал ей покинуть корабль, который он хотел использовать как гигантский снаряд. По окончании битвы Виктория не сопротивлялась аресту и была доставлена на допрос к Стиву Роджерсу. Виктория не раскаивается в своей деятельности, считая, что она была направлена на благо миру. К удивлению Виктории, Роджерс дал ей место в своей новой команде. 
Позже выяснилось, что она была назначена капитаном Роджерсом на должность связиста Новых Мстителей Люка Кейджа, так как он посчитал, что она способна обеспечить единство в команде. Человек-паук не доверял ей, в частности из-за старых связей со своим заклятым врагом Норманом Озборном. Он отказался раскрыть ей тайну личности, осознавая, что он из-за этого не сможет принимать участие в команде. Жена Кейджа Джессика Джонс также не доверяла Хэнд, из-за их первой встречи, когда Виктория направила на её семью оружие. Остатки М.О.Л.О.Т.а вскоре попросили Хэнд присоединиться к ним. Она выдала им местоположение особняка Мстителей. Во время штурма была тяжело ранена Пересмешница.
Как позже выяснилось, она была тройным агентом по просьбе Стива Роджерса, который послал её на слежку за Норманом Озборном. Когда Пересмешница и Доктор Стрэндж атаковали её в собственной квартире, лишь способности Сорвиголовы помогли определить, что она говорит правду. 
Виктория противостоит Даниэлю Драмму, который жаждет отомстить Новым Мстителям за то, что по их вине погиб его брат Доктор Вуду. Под контролем Драмма она была вынуждена убить Дэймона Хэллшторма и Дженнифер Кейл. Когда Доктор Стрэндж перенёс её в особняк Мстителей, она была убита Драммом. После победы над ним статуя Виктории была возведена в особняке. Капитан Америка сказал, что она была одной из них.

## Альтернативные версии

### Эра Альтрона
Виктория Хэнд была одной из членов Новых Мстителей, которые появились на Башне Мстителей вместе с другими командами Мстителей в поисках Женщины-паука.

## Появление вне комиксов

### Телевидение

Саффрон Берроуз в роли Виктории Хэнд в сериале «Агенты «Щ.И.Т.»»

- Саффрон Берроуз исполнила роль Виктории Хэнд в сериале в рамках кинематографической вселенной Marvel «Агенты «Щ.И.Т.»» в эпизодах «Штаб», «Волшебное место», «Конец начала» и «Обернись, обернись, обернись». Здесь Виктория является агентом восьмого уровня. После того, как выясняется, что Щ.И.Т. был захвачен Гидрой, команде Фила Колсона удаётся захватить их представителя Джона Гаррета. Виктория предлагает Гранту Уорду как его бывшему ученику помочь в транспортировке предателя. Однако во время перенаправления Гаррета в тюрьму, Уорд, сохранивший ему верность, убивает сопровождающих его агентов, в том числе и Викторию Хэнд.